# Enlil-nādin-aḫi
Enlil-nādin-aḫi oder Enlil-šuma uṣur (dEn-LÍL-MU-ŠEŠ), (dBE-MU-ŠEŠ in späteren Texten) war der 36. und letzte kassitische König von Babylon, er regierte drei Jahre (Königsliste A). Außer durch die Königsliste ist er durch einen kudurru und einen Wirtschaftstext belegt. Näheres aus seiner Herrschaftszeit ist nicht bekannt. Die Prophezeiung über Marduk erwähnt das Exil des Gottes Marduk in Elam am Ende der kassitischen Dynastie.